# Инженерно-геологическое районирование
Инженерно-геологическое районирование — порайонное деление областей строительства на основе отличительных условий геологии, гидрогеологии и климата. 
Чаще всего инженерно-геологическое районирование используется при составлении проектов строительства сложных сооружений (систем обводнения, водохранилищ, городских и производственных комплексов). 
На картах инженерно-геологического районирования показываются провинции, области, районы, выделенные по геологоструктурным, геоморфологическим, гидрогеологическим признакам. В связи с этим инженерно-геологическое районирование делится на специальное и общее. При специальном районировании показываются данные по определенному виду строительства, а при общем - основные закономерности изменений природных условий.